# Tony Shiels
Tony Shiels, souvent surnommé « Doc », est un illusionniste et chasseur de monstres anglais, né le 25 mai 1938 et mort le 11 juillet 2024, qui est un des fondateurs du mouvement magie bizarre à la fin des années 1960. Il est également artiste peintre et collagiste.

## Biographie

Tony Shiels à l'accordéon

Signe de Tony Shiels

Tony (Anthony Nicol) « Doc » Shiels est né à Salford dans le Lancashire (Angleterre) le 25 mai 1938,. Étant jeune, il prit goût à l'illusionnisme en voyant Dante, Cecil Lyle, Galli Galli et autres artistes de talents au théâtre de Blackpool,.
Il s'établit à St Ives pendant les années 1950, et étudie les techniques de peintures de paysages, de marines ou d'abastractions. il parvient à s'imposer dans la petite communauté d'artiste, qui comprend alors, entre autres, les peintres Peter Lanyon, Roger Hilton et Terry Frost ainsi que le poète écossais W. S. Graham. À la fin des années 1950, il voyage en France et en Espagne, où il développe son propre style pictural. C'est à cette époque qu'il épouse Christine Price. Après la naissance de leur fils, ils déménagent à Carbis Bay, non loin de St Ives. Un second fils verra le jour l'année suivante, suivi par deux jumelles en 1962.
En 1963, il devient magicien professionnel à temps partiel. Il présente alors des spectacles mêlant illusionnisme classique et mentalisme, puis devient peu à peu un des principaux fondateurs et animateurs du mouvement magie bizarre. Il se fait appeler The Wizard of the Western World (L’Enchanteur du Monde Occidental).
Pendant plusieurs années, il écrivit ensuite des ouvrages de magie et des pièces de théâtre, créa une bande dessinée et joua dans deux groupes de blues. Il fut également un chasseur de monstre.
Dans les années 1990, il se retira du monde de l'illusionnisme pour se consacrer à d'autres activités artistiques.
Son fils Ewan est membre fondateur des groupes Sons of the Desert et The Shiels.

## Cryptozoologie
Tony Shiels s'est également fait connaître en tant que « chercheur en paranormal » (comme il se définissait à l'époque) et chasseur de monstres, en révélant des témoignages ou photographies de créatures mythiques. Ces révélations lui permirent de bénéficier d'une certaine publicité pour sa carrière d'illusionniste et d'artiste. Il collabora au Fortean Times (journal britannique consacré aux phénomènes inexpliqués).
Il fait aujourd'hui partie de l'association Centre for Fortean Zoology.

### Homme-Hibou (1976)
- Voir l'article en anglais : Owlman

En 1976, Tony « Doc » Shiels est approché par Don Melling qui lui raconte qu'alors qu'il était en vacances, le 17 avril 1976, ses deux filles virent une grande créature ailée planer au-dessus du clocher de l'église de Mawnan. Il fera alors connaître l'affaire. En juillet, deux jeunes filles, Sally Chapman et Barbara Perry, contactent Doc et lui affirment avoir également vu la créature.
La créature est baptisée : Owlman (Homme-Hibou) par Shiels.
Le 4 juin 1978, c'est une jeune fille de 16 ans qui dit avoir vu l'Homme-Hibou. Shiels dira avoir été contacté par son père, Ken Opie, au cours d'une brève conversation téléphonique.
En 1986, lors d'Halloween, Tony Shiels fut accusé par le journal local, the Bishop of Truro, d'avoir commis des actes blasphématoires dans l'église de Mawnan pour invoquer l'Homme-Hibou. En réalité, il semble que Shiels ait seulement murmuré quelques mots dans une langue étrangère avant de ressortir,.

### Morgawr (1976)
- Voir l'article en anglais : Morgawr

En novembre 1976, sur la plage Parson's Beach à  Mawnan. Tony Shiels déclara avoir photographié une créature nageant dans l'eau à faible profondeur. Il la décrivit comme ayant des petites cornes et faisant 15 pieds de long . Cette créature pourrait être le Morgawr (en), monstre marin dont l'existence n'a jamais été scientifiquement prouvée. Tony "Doc" Shiels précisa que la créature était attirée par les jeunes filles nues, en particulier les Wiccans .
Notons que, pour certains chercheurs,, les deux photos, envoyées en février 1976 au Falmouth Packet, d'une certaine « Mary F. », restée anonyme, et qui contribuèrent à la légende du Morgawr, pourraient être des faux réalisés par Shiels.

### Nessie (1977)
Le 21 mai 1977, vers 16 h, Tony pris, depuis les ruines du château d'Urquhart où il campait, deux photos de ce qui pourrait être le monstre du loch Ness. Il dira avoir réussi à invoquer Nessie grâce à un rituel magique. Il jura plus tard que ces photos étaient authentiques et fit même un affidavit (déclaration sous serment signée),.
Les photos furent publiées dans le Cornish Life et le London Daily Mirror en  juin 1977, puis dans le Fortean Times (No. 22, été 1977). Une de ces photos recevra le sobriquet de « Muppet » photo / picture.
Différents avis furent donnés :
- Un cliché fut envoyé au Ground Saucer Watch (Phoenix (Arizona)) où on l'analysa à l’aide d'un ordinateur. Le G. S. W. conclut à un faux : on pouvait apercevoir des vagues à travers la créature, ce qui laissait supposer un montage. De même, il n'y avait aucune traces de déplacement d'eau, et certaines taches sur le cou et la tête semblaient avoir un aspect artificiel[11].
- Vernon Harrison, ancien président de la Société royale de photographie britannique, présenta un avis nuancé. Il affirma que l’original n’avait apparemment fait l’objet d’aucune retouche et qu'il s'agissait d'une photo authentique. Cependant, il admit que cela pouvait être « une réduction d’une peinture exécutée par un artiste habile »[13],[12]

Shiels porte un regard ironique sur cette affaire. Il dira lui-même qu'il avait pris les photos, mais qu'il ne croyaient pas en elles.

### Fées
Shiels est aussi connu pour avoir pris des clichés de fées.

### Monstres des lacs
Le 17 septembre 2009, en Irlande, trois représentants du Center for Fortean Zoology (CFZ), Corinna et Jon Downes (es) ainsi que Max Blake, accompagnés par Tony Shiels, filment des choses inconnues nageant dans l'Upper Lake de Killarnay.

## Peinture

### Style
Son travail peut s'inscrire dans les mouvements cubiste, abstrait et surréaliste.

### Expositions
- 2009 : Sons of Guns[5]

### Illustrations
Il réalisa les illustrations de l'album Cannibal hood, Carnival hat (1992) du groupe Sons of the Desert.

## Magie bizarre
Tony Shiels a été l'un des fondateurs du mouvement magie bizarre, qui s'opposait à l'illusionnisme traditionnel. L'illusionnisme était effectué dans un but de divertissement et les effets étaient explicitement présentés comme résultant de manipulations et truquages. La magie bizarre, elle, accorde une place beaucoup plus grande à l'histoire racontée et laisse un vrai doute quant à la réalité de ce qui s'est passé.
Tony Shiels s'inspira en grande partie de la sorcellerie pour construire sa magie bizarre. Il pensait que ce nouveau genre d'illusionnisme devait effrayer les spectateurs.
Il fut aussi en lien avec le mouvement Wicca, qui n'a, lui, rien à voir avec l'illusionnisme, mais se rapproche de la sorcellerie ancienne, et pratiqua de nombreux rituels magiques dans des contextes dépassant celui du simple spectacle.

## Publications
Tout est en anglais, sauf indication.

### Livres
Auteur et illustrateur :
- 1967 : Thirteen!, The Supreme Magic Company, 24 p. (seconde édition en 1977)
- 1968 : Something Strange, The Supreme Magic Company, 20 p.
- 1968 : Daemons, Darklings and Dopplegangers, The Supreme Magic Company, 64 p. (réédité par A. Wheaton & Co en 1981)
- 1974 : Entertaining with ESP, David & Charles (réédité en 1976 par la Wilshire Book Company)
- 1974 : And Then there Were Three (avec Roy Fromer et Tony Raven), Bob Lynn, 35 p.
- 1976 : The Shiels Effect, Niacail O'Siaghail, 73 p. (réédité en 2005 par "Adventures In Astonishment")
- 1977 : ESP mental magic, Coles, 109 p.
- 1981 : (fr) Psi ou Les Principes Brillants Du Mentalisme, Éditions Techniques Du Spectacle, Strasbourg, 83 p. (traduit en français par Richard Vollmer) (Réédité en 1995 par Magix unlimited (Strasbourg)) [16]
- 1988 : Bizarre: The Surreal Sorcery of Tony "Doc" Shiels, Martin Breese, Ltd.
- 1988 : Monstrum! a Wizard's Tale, John Brown Publishing Ltd, 144 p. (signé Anthony Shiels)  [ Réédité en 1990 par Fortean Times, Londres, 144 p. (signé Tony Shiels) et en 2011 par CFZ Press, 148 p. (signé Tony "Doc" Shiels)]
- 1989 : The Cantrip Codex, Tony Andruzzi, 113 p.
- 2006 : The Expert Escamoteur’s Equipment, auto-édition, Ebook, 20 p. Compilation d'articles originellement parus entre 1966 et 1967 dans The Linking Ring (journal de l'I.B.M.).
- 2006 : Jabberwocky, the Lost Writings of ‘Doc’ Shiels, Ebook, 47 p. Compilations d'articles originellement parus entre 1966 et 1967 dans The Budget (mensuel du British Ring of the I.B.M).

En tant qu'illustrateur :
- Mercurio (Brett McCarron), 1975, The Propshop. Tricks With Magical Accessories, D. Robbins & Company (New York), 64 p.

### BD
Comic strip :
- 1967-1968 : The Adventures of Ron Wetlegge in The International Times, London 1/6 England, #17-20 (juillet-novembre 67) & #23 (janvier 68)
- 1970 : The Adventures of Ron Wetlegge, Épisode 1. in Stardock, #4, août 1970, 40 p. [le magazine ne fut pas publié] [17]

### Revues
A publié dans :
- The Gen
- The New Jinx
- Magick

### Audio
- 1988 : Tony Shiels, Martin Breese Magicassettes

### Vidéo
- 1989 : It's Alive!, Martin Breese Ltd., VHS
- 2005 : An Evening With Doc Shiels, Aventures In Astonishment (Quentin Reynolds), DVD, ca. 70 min

## Sources
- Biographie sur Cornwallartists (site consacré aux artistes des Cornouailles)